# Абу Умар Саситлинский
Исраи́л Сайидахме́дович Ахмеднаби́ев, более известный как Абу Умар Саситлинский (авар. СайгидахӀмадил Исраил АхӀмаднабиев; 13 сентября 1980, Новососитли, ДАССР, РСФСР, СССР) — дагестанский исламский проповедник. Участник благотворительных акций и гуманитарных миссий. Обвинён российскими силовиками в терроризме и объявлен в международный розыск. Уголовное дело против Абу Умара признано Интерполом политически или религиозно мотивированным, он был снят с розыска. Один из популярнейших русскоязычных салафитских богословов.

## Биография
Родился в дагестанском селе Новосаситли 13 сентября 1980 года. Окончил сельскую среднюю школу, затем учился два года в местном медресе у шейха Аббаса. В 2000 году выехал для обучения в Сирию, принят на третий курс исламского института «Абу Нур». По его окончании в 2001 году поступил на шариатский факультет сирийского филиала университета «Аль-Азхар» — университет «Фатху-ль-Ислами» в Дамаске, где прошёл учебные программы бакалавриата, магистратуры и аспирантуры. Сфера научных интересов — никах и таляк — брак и развод по нормам шариата. Специализация: шариатский судья.

### Благотворительность
13 ноября 2009 года публично попросил мусульман откликнуться и помочь в строительстве школы хафизов в Новосаситли. В 2012 году школа была открыта. Она успела просуществовать только год, её закрыли под давлением российских силовиков.

В 2013 году привлёк внимание и ресурсы русскоязычных мусульман к проблемам беженцев на границе Сирии и Турции. В общей сложности за три кампании было собрано 450 тысяч долларов. Сборы проходили в рамках благотворительного фонда «Ансар» под руководством Абу Умара. Гуманитарной помощью оказались охваченными три поселения беженцев на пограничных с Турцией территориях — в Баб-аль-Хава, Атме и Сармаде, общей сложностью в 30 000 поселенцев.

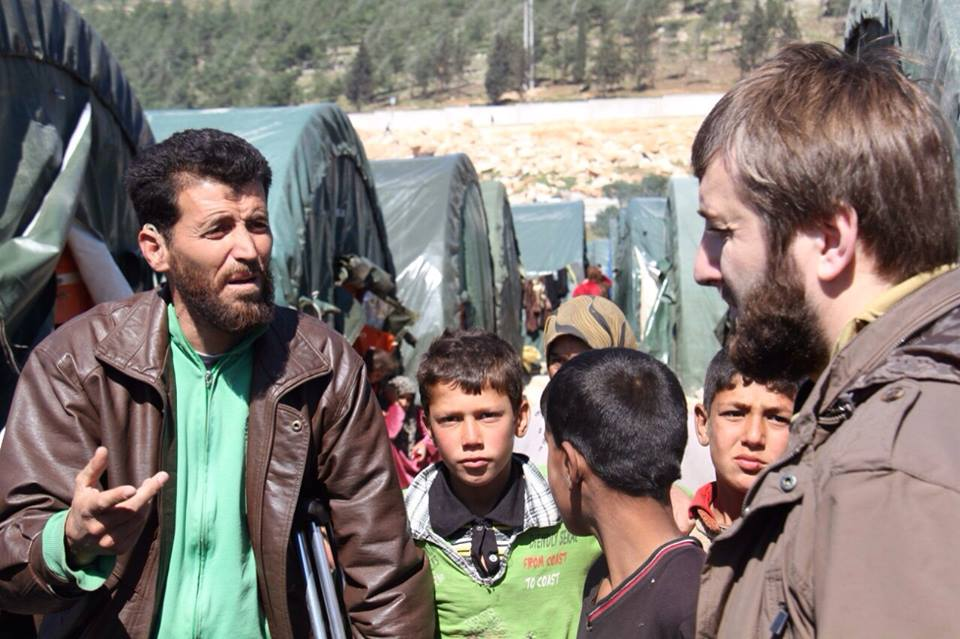
Абу Умар Саситлинский в лагере беженцев, Сирия, 2014 года

В апреле 2014 года сотрудники фонда «Ансар», сопровождаемые известным исламским проповедником из США Халидом Ясином совершили недельный визит в Сомалиленд.

### Преследование в России
В российских СМИ Абу Умара обвиняют в вербовке и переброске комбатантов в ИГ. Сам он опровергает подобную информацию и публично заявляет, что кавказские мусульмане не должны ехать воевать в Сирию. Поводом к преследованию послужило то, что некоторые его односельчане уехали в Сирию, и, как полагает сам Абу Умар, силовики руководствуются следующей логикой: «раз Абу Умар Саситлинский из Саситли, значит и все те, кто едет в Сирию из Саситли, едут по его наставлению. Логики не прослеживается, скорее маразм».
Накануне зимних олимпийских игр в Сочи в феврале 2014 года на Северном Кавказе началась активная работа спецслужб против салафитов. Проходили зачистки в сёлах, аресты, а также запугивания лидеров умеренных салафитов. 25 июля 2013 года в Новосаситли прошла спецоперация, в результате которой были задержаны участники религиозного семинара в школе хафизов, директором которой был Абу Умар. Два автобуса задержанных отправили в районный отдел полиции. Их данные занесли в картотеку. В селе был введён паспортный режим. Многие лидеры салафитов вынуждены были покинуть Россию. На Абу Умара начали заводить уголовное дело, в это время сам он был в гуманитарной поездке в Африке.
В январе 2014 года в отношении Исраила Ахмеднабиева было возбуждено дело по статьям 205.1 и 205.2 УК РФ. Он был объявлен в международный розыск, а в октябре того же года следователи возбудили в отношении него ещё одно дело — по статье 282 УК РФ за критику алавитов. По данным силовиков, он является одним из главных вербовщиков и организаторов переправки боевиков с Северного Кавказа в Сирию. Одним из способов финансирования лагерей подготовки боевиков для ИГ в Турции и переправки их в Сирию, утверждают силовики, является сбор средств якобы на гуманитарные цели. По версии следствия, в 2016 году организации «Мухаджирун» и «Сальсабиль» собрали и передали террористам более 38 млн рублей.
В мае 2019 года в Москве был задержан выходец из Северной Осетии Георгий Гуев, который, по данным ФСБ, четыре года финансировал ИГ и Абу Умара Саситлинского. Правозащитный центр «Мемориал» признал дело Гуева политически мотивированным, а самого Георгия Гуева политзаключенным. В июне 2019 года в Махачкале был задержан редактор газеты «Черновик» Абдулмумин Гаджиев. По данным следствия, журналист перечислял деньги на счета Абу Умара Саситлинского.
16 мая 2022 года Абу Умар подал заявление в Интерпол. 28 марта 2023 году Интерпол исключил Абу Умара из международного розыска, объявив, что уголовное дело в России политически или религиозно мотивировано. Комиссия заявила, что нет доказательств причастности Абу Умара к ИГ и финансированию и оправданию терроризма.

### Дальнейшая жизнь
В Турции Исраил Ахмеднабиев сделал заявление о намерении продолжить свою благотворительную деятельность и деятельность по исламскому призыву. Им было заявлено о создании там исламского центра «Мухаджирун» в городе Ялова. В 2014 году основал фонд «Живое сердце», оказавший помощь нуждающимся в таких странах как Нигер, Турция, Бангладеш, Палестина, Сирия и Сомали.
27 ноября 2014 года во время визита в Стамбульский отдел полиции для оформления визы задержан и проведён в центр временного содержания для иностранцев. 10 апреля 2015 года был освобождён из под стражи и отправился в Ливан.
Во второй половине 2010-х годов проживал в Республике Нигер, откуда руководил кампанией по сбору садака на продукты, лекарства и организации системы мусульманского образования для населения Чёрной Африки. В 2017 году поддержал международную акцию поддержки угнетаемых мусульман рохинджа в Мьянме. В 2018 году выразил соболезнования и отправил материальную помощь семье Юсупа Темирханова. В 2019 году спецслужбами Нигера были задержаны и депортированы двое россиян, по словам Абу Умара — они планировали на него покушение.

## Семья
Отец Сайидахмед Ахмеднабиев — бизнесмен, 9 лет возглавлял администрацию с. Новососитли. Мать Зарбат Денгаева — домохозяйка. У Абу Умара шестеро братьев и одна сестра. Исраил Ахмеднабиев имеет четыре жены и 26 детей, в том числе 16 сыновей и 10 дочерей 
В 2022 году брата Абу Умара Сааду Ахмеднабиева российский суд приговорил к 16.5 годам колонии строгого режима за якобы финансирование ИГ.